# Lomoviejo
Lomoviejo – gmina w Hiszpanii, w prowincji Valladolid, w Kastylii i León, o powierzchni 27,57 km². W 2011 roku gmina liczyła 197 mieszkańców.